# ISO 3166-2:SK
ISO 3166-2:SK è uno standard ISO che definisce i codici geografici delle suddivisioni della Slovacchia; è un sottogruppo dello standard ISO 3166-2.
I codici identificano le otto regioni della Slovacchia, e sono formati da SK- (sigla ISO 3166-1 alpha-2 dello Stato), seguito da due lettere.

## Codici

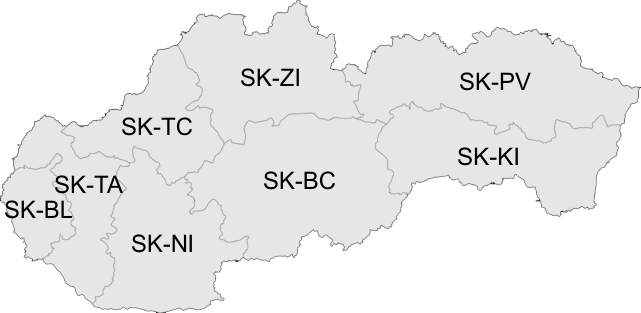
Suddivisione della Slovacchi in regioni, ognuna contrassegnata col proprio codice ISO 3166-2.

| Codice | Regione         |
| ------ | --------------- |
| SK-BC  | Banská Bystrica |
| SK-BL  | Bratislava      |
| SK-KI  | Košice          |
| SK-NI  | Nitra           |
| SK-PV  | Prešov          |
| SK-TC  | Trenčín         |
| SK-TA  | Trnava          |
| SK-ZI  | Žilina          |